# Giovanni Goccione
Giovanni Enrico Goccione (* 6. September 1883 in Oulx; † 6. Dezember 1952 in Susa) war ein italienischer Fußballspieler.

## Karriere
Giovanni Goccione, der bei der Versicherung Società Assicurazioni Incendi di Torino angestellt war, spielte ab 1902 für Juventus Turin. Er gilt als erster großer Mittelläufer (Centromediano) in der Geschichte des Klubs.
Sein Debüt gab Goccione am 2. März 1902 im ersten Spiel der Italienischen Fußballmeisterschaft 1902 gegen den FC Torinese, das mit einem 1:1-Unentschieden endete. Sein letzter Auftritt im Trikot von Juventus war das Derby della Mole am 10. Dezember 1911, das 1:1 endete. Goccione absolvierte bis Ende der Saison 1911/12 insgesamt 51 Meisterschaftspartien für Juventus und erzielte dabei vier Treffer. 1905 war er Stammspieler in der vom 5. März bis zum 9. April ausgetragenen Finalrunde und führte den Turiner Verein als Mannschaftskapitän zum ersten Meistertitel der Vereinsgeschichte.
Goccione war sehr athletisch und hatte große Ausdauer. Sein Defensivspiel galt als pragmatisch, mutig und sehr robust. Ins Offensivspiel seiner Mannschaft schaltete sich Goccione, der auch Erfahrungen als Flügelspieler und Halbstürmer hatte, besonders bei Kontern ein und agierte dabei ähnlich intelligent und geschickt wie in der Defensive.
Giovanni Goccione starb im Dezember 1952 im Alter von 69 Jahren in Susa im Piemont.

## Erfolge
- Italienische Meisterschaft: 1905

## Verweise